# Halstead, Kent
Halstead är en ort och civil parish i grevskapet Kent i sydöstra England. Orten ligger i distriktet Sevenoaks, cirka 8 kilometer nordväst om Sevenoaks och cirka 6 kilometer sydost om Orpington. Tätorten (built-up area) hade 772 invånare vid folkräkningen år 2021.